# كيفن بويل
كيفن بويل (بالإنجليزية: Kevin Boyle)‏ هو مؤرخ وكاتب أمريكي، ولد في 7 أكتوبر 1960 في ديترويت في الولايات المتحدة.